# Koos Alberts

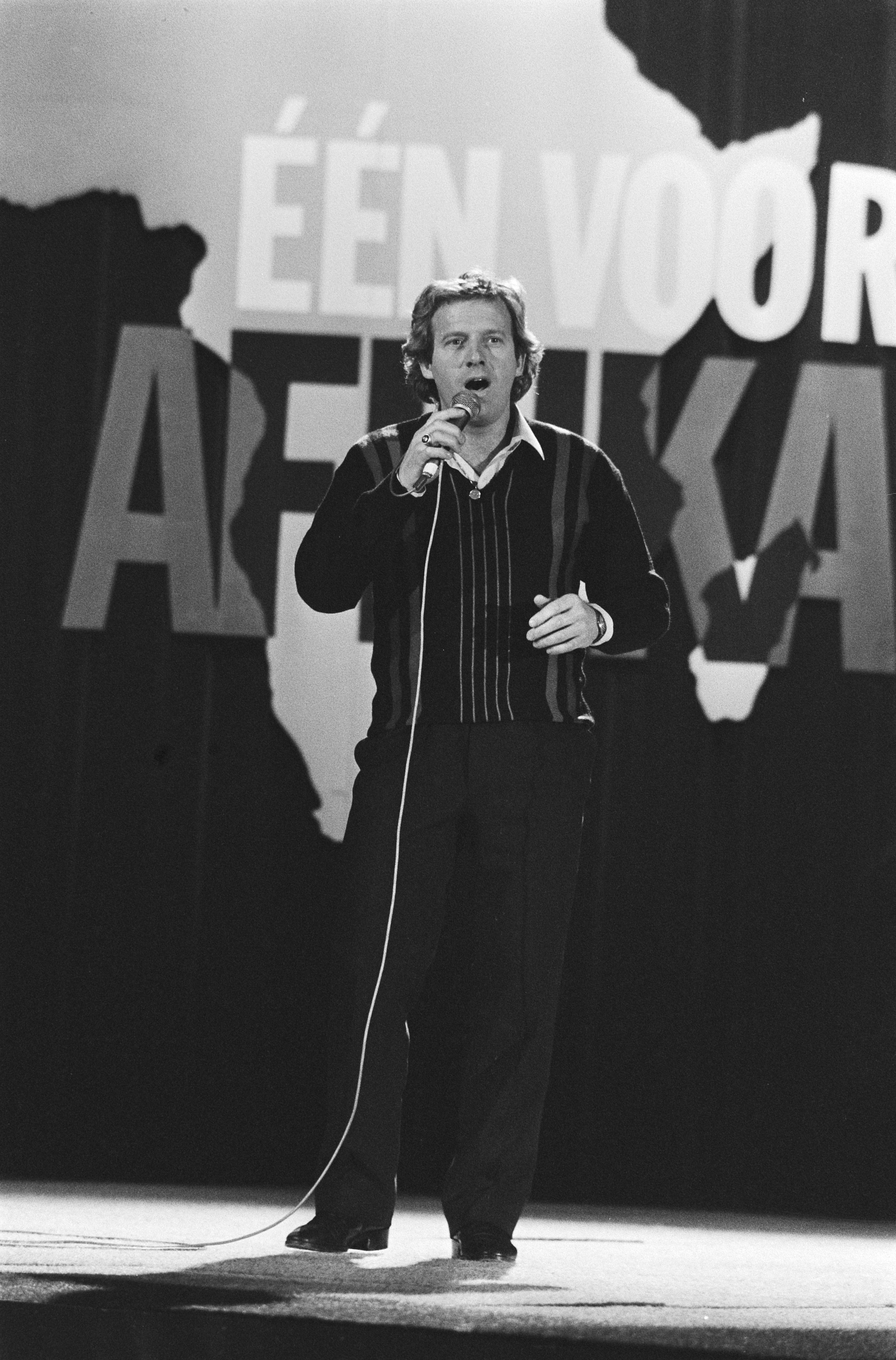
Alberts in 1984

Koos Alberts, pseudoniem van Jacobus Johannes (Koos) Krommenhoek (Amsterdam, 3 februari 1947 – Enschede, 28 september 2018), was een Nederlands zanger van het levenslied.

## Biografie
Koos Alberts werd geboren in de Amsterdamse Jordaan. Hij begon zijn artistieke loopbaan als kroeg-, bruiloften- en partijenzanger. Daarnaast kwam hij achtereenvolgens aan de kost als metselaar en als uitbater van een snackbar in Sint Pancras.

### Doorbraak
Na een talentenjacht eind 1983 in Casa Rosso kwam Alberts in contact met tekstschrijver Peter de Wijn en producent Bart van der Post. Hij nam het door De Wijn geschreven Ik verscheurde je foto op, waarmee hij verschillende platenmaatschappijen benaderde. Zijn eerste gesprek was bij Willem van Kooten en kort daarop tekende hij een contract bij CNR van Van Kooten.
Ik verscheurde je foto kwam uit in februari 1984 en werd in eerste instantie vooral in Noord-Holland enthousiast ontvangen door radiopiraten. Pas nadat de tweede single Gisteren heeft zij mij verlaten werd uitgebracht, kreeg ook Ik verscheurde je foto meer landelijke aandacht. Eind november 1984 stonden beide nummers in de Nederlandse hitlijsten, waarop de platenmaatschappij snel een derde single uitbracht; Waarom ben ik met Kerstmis zo alleen? Dit leidde tot de unieke situatie dat Alberts met drie nummers in de top 10 van de Nationale Hitparade was vertegenwoordigd. Het leverde hem een vermelding in het Guinness Book of Records op. Hij verkocht zijn snackbar en stortte zich vol op een carrière als zanger.
Eind 1986 bracht Alberts twee albums in één jaar uit: Koos Alberts III en Kerst met Koos. In datzelfde jaar maakte hij samen met André Hazes een muziekspecial bij Veronica. De twee Amsterdamse volkszangers zongen ook nog twee duetten. Ook nam Alberts een LP op met Corry Konings. Samen traden ze veel op en scoorden meerdere hits, zoals met het nummer Ik wil altijd bij jou zijn.

### Ongeluk
Alberts wist het succes schijnbaar moeiteloos voort te zetten, totdat op 29 oktober 1987 een auto-ongeluk een dramatische wending aan zijn leven gaf. Terugkerend van een optreden viel hij die nacht achter het stuur in slaap. Zijn auto vloog uit de bocht en de gevolgen waren zeer ernstig. Hij werd zelfs enige tijd klinisch dood verklaard. Sindsdien was zijn onderlichaam door een dwarslaesie verlamd en had hij nog maar één functionerende stemband. Na revalidatie in Het Roessingh in Enschede was hij vanaf dat moment op een rolstoel aangewezen.
De opnames voor zijn nieuwe album waren voor het ongeluk al afgerond en in 1988 was de plaat een enorm succes. Met de single Eenmaal kom jij terug (een Nederlandstalige versie van Don Gibsons I can't stop loving you) wist hij het succes van Ik verscheurde je foto te evenaren.

### Comeback
Tegen alle verwachtingen in keerde Alberts een jaar later al weer terug in het artiestenvak. Zijn stem had onder het ongeluk geleden, maar de vechtlust van Alberts dwong respect af. In 1988 kwam hij met een comeback-elpee: Het leven gaat door. Het nummer haalde de top 10 en werd bekroond met een gouden en platina plaat. In totaal werden er 180.000 exemplaren verkocht. De single Eenmaal kom jij terug behaalde de tweede plaats in de top 40 en ook Zijn 't je ogen werd een regelrechte hit. Tevens werd hij tijdens de Veronica Awards uitgeroepen tot de populairste Nederlandse artiest.
In 1989 was Alberts weer als zanger op de televisie te zien. In 1990 maakte hij een succesvolle tournee door Nederland. De tournee werd afgesloten met een concert in het Koninklijk Concertgebouw in Amsterdam. In 1991 kwam zijn negende album, Zolang je van geluk kunt dromen, uit. Hoewel zijn latere nummers minder goed werden verkocht, bleef hij een van Nederlands populairste volkszangers. In 1991 verscheen zijn biografie Vechten voor geluk, geschreven door Edward van Liemt.
In 2000 trad hij voor het eerst op bij het festival Lowlands. In dit jaar werd Alberts ook benoemd tot Ridder in de Orde van Oranje-Nassau. Een jaar later speelde hij in een reclamespot van verzekeraar Achmea, waarin te zien is hoe Alberts thuis zit en plotseling opstaat als de telefoon gaat. De vergoeding die hij hiervoor ontving, 45.000 euro, schonk hij aan de kliniek die onderzoek doet naar dwarslaesie.
In 2003 vierde Alberts zijn twintigjarig jubileum als artiest, en trad hij voor de tweede keer op bij Lowlands. In 2004 kreeg hij uit handen van Chiel Montagne een prijs voor de verkoop van meer dan 1 miljoen cd's.
Sinds april 2006 was Alberts ambassadeur van het Dwarslaesie Fonds, dat als doel heeft wetenschappelijk onderzoek naar dwarslaesies en de complicaties ervan te stimuleren en zodoende de medische zorg voor mensen met een dwarslaesie te verbeteren. In maart 2007 kreeg hij een plek in de Walk of Fame van Rotterdam.
Op 12 september 2008 werd bij de TROS een documentaire over het leven van Alberts uitgezonden.
In 2012 was Alberts deelnemer aan het derde seizoen van het programma Ali B op volle toeren van de TROS. Hij was gekoppeld aan rapper Nino. Nino, met ondersteuning van Ali B en Brownie Dutch, maakte een remake van Ik verscheurde je foto. Alberts maakte op zijn beurt een remake van Nino's Lucifer; deze nieuwe versie herdoopte hij tot Wat geweest is, telt niet meer.
In 2014 vierde Alberts zijn dertigjarig jubileum met een groot concert in het Hardersplaza in Harderwijk. Daarnaast bracht hij het verzamelalbum 30 jaar Koos Alberts - Die mooie tijd uit, met daarop het duet Die mooie tijd met Corry Konings.
In 2015 ontving hij in zijn woonplaats Hierden een eigen bronzen borstbeeld. De onthulling van het beeld was ook de start van de Koos Alberts Awards, een jaarlijkse muziekprijs die in het teken staat van het levenslied. Op 25, 26 en 27 mei 2018 was Alberts gastartiest tijdens de concerten van De Toppers in de Johan Cruijff ArenA.

### Ziekte en overlijden
In de zomer 2018 werd er blaaskanker bij Alberts geconstateerd. Eind augustus 2018 werd hij hiervoor geopereerd in het Medisch Spectrum Twente in Enschede. Bij deze operatie werd zijn blaas verwijderd. Vanwege complicaties werd hij op 6 september opnieuw geopereerd. Op 28 september 2018 overleed hij in het ziekenhuis op 71-jarige leeftijd. Op 1 oktober werd Alberts postuum onderscheiden met de Helden Oeuvreprijs tijdens de uitreiking van de Buma NL Awards. De organisatie liet weten dat die beslissing al voor zijn dood was genomen, omdat hij heel veel heeft betekend voor de Nederlandstalige muziek.
Op 4 oktober konden alle fans en betrokkenen afscheid van Alberts nemen bij Crematorium Amersfoort in Leusden. Een dag later werd hij in besloten kring herdacht en gecremeerd.

### Postuum
Zijn vrouw Joke ontplooide na zijn dood vele activiteiten om de herinnering aan hem levend te houden. Begin 2019 werd de niet eerder uitgekomen single Een Amsterdammer postuum uitgebracht. Het nummer werd speciaal voor Koos geschreven door René Karst. Daarnaast nam Tessa Bouwmeester, de kleindochter van Alberts, deel aan het programma All Together Now. Voor een honderdkoppige jury zong Bouwmeester het nummer Zijn 't je ogen. Hiermee werd meteen een ode gegeven aan de net overleden volkszanger.
Dochter Christa bracht een jaar na zijn overlijden het boek De kracht van liefde uit.

## Discografie

### Albums
| Album met eventuele hitnotering(en) in de Nederlandse Album Top 100 | Datum van verschijnen | Datum van binnenkomst | Hoogste positie | Aantal weken | Opmerkingen       |
| ------------------------------------------------------------------- | --------------------- | --------------------- | --------------- | ------------ | ----------------- |
| Koos Alberts                                                        | 1984                  | 01-12-1984            | 3               | 25           |                   |
| Ik zal je nooit vergeten                                            | 1985                  | 21-09-1985            | 9               | 19           |                   |
| Koos Alberts III                                                    | 1986                  | 16-08-1986            | 15              | 14           |                   |
| Kerst met Koos                                                      | 1986                  | 06-12-1986            | 33              | 6            |                   |
| Corry & Koos                                                        | 1987                  | 18-07-1987            | 11              | 23           | met Corry Konings |
| Het leven gaat door                                                 | 1988                  | 13-08-1988            | 2               | 34           |                   |
| Nog vele jaren                                                      | 1989                  | 15-07-1989            | 7               | 15           |                   |
| Live                                                                | 1990                  | 21-07-1990            | 20              | 16           | Livealbum         |
| Zolang je van geluk kunt dromen                                     | 1991                  | 07-09-1991            | 11              | 13           |                   |
| Wat ik je zeggen wil                                                | 1993                  | 13-03-1993            | 19              | 13           |                   |
| 10 jaar                                                             | 1994                  | 30-04-1994            | 16              | 17           | Verzamelalbum     |
| Samen terug naar Mokum                                              | 1995                  | 08-04-1995            | 10              | 23           |                   |
| Het mooiste in mijn leven                                           | 1996                  | 31-08-1996            | 23              | 11           |                   |
| Achter de wolken schijnt de zon                                     | 1997                  | 02-08-1997            | 56              | 9            |                   |
| Koos Alberts zingt Hollandse hits                                   | 1998                  | 16-05-1998            | 53              | 9            |                   |
| 15 jaar Koos Alberts                                                | 1999                  | 26-06-1999            | 64              | 4            | Verzamelalbum     |
| Kleine dingen in het leven                                          | 2000                  | -                     |                 |              |                   |
| Rondje Hollands                                                     | 2001                  | 08-09-2001            | 17              | 9            |                   |
| Rondje Hollands deel 2                                              | 2002                  | 10-08-2002            | 47              | 6            |                   |
| 20 jaar 'n legende                                                  | 2003                  | 28-06-2003            | 46              | 4            |                   |
| Net als vroeger                                                     | 2005                  | 29-10-2005            | 84              | 1            |                   |
| Even dicht bij jou                                                  | 2007                  | -                     |                 |              |                   |
| Vechten voor geluk                                                  | 2008                  | 11-10-2008            | 64              | 3            |                   |
| 30 jaar Koos Alberts - Die mooie tijd                               | 2014                  | 22-11-2014            | 19              | 9            |                   |

### Singles
| Single met eventuele hitnotering(en) in de Nederlandse Top 40 | Datum van verschijnen | Datum van binnenkomst | Hoogste positie | Aantal weken | Opmerkingen |
| ------------------------------------------------------------- | --------------------- | --------------------- | --------------- | ------------ | --- |
| Ik verscheurde je foto                                        | 1984                  | 17-11-1984            | 7               | 11           | Nr. 2 in de Nationale Hitparade |
| Gisteren heeft zij mij verlaten                               | 1984                  | 01-12-1984            | 18              | 8            | Nr. 5 in de Nationale Hitparade |
| Waarom ben ik met Kerstmis zo alleen                          | 1984                  | 15-12-1984            | 8               | 5            | Nr. 3 in de Nationale Hitparade |
| Ik verlang zo naar jou                                        | 1985                  | 16-03-1985            | tip2            | -            | Nr. 21 in de Nationale Hitparade |
| Ik zal je nooit vergeten                                      | 1985                  | 31-08-1985            | 15              | 8            | Nr. 9 in de Nationale Hitparade |
| Enkele reis                                                   | 1985                  | 09-11-1985            | tip4            | -            | Nr. 20 in de Nationale Hitparade |
| Als iemand van je houdt                                       | 1986                  | 01-03-1986            | tip14           | -            | Nr. 36 in de Nationale Hitparade |
| Ik slaap vannacht wel op de bank                              | 1986                  | 12-07-1986            | 30              | 4            | Nr. 16 in de Nationale Hitparade |
| Ik wil altijd bij jou zijn                                    | 1986                  | 27-09-1986            | 14              | 7            | met Corry Konings Nr. 6 in de Nationale Hitparade |
| Winter in m'n hart (Ik mis je zo)                             | 1986                  | 29-11-1986            | tip3            | -            | Nr. 28 in de Nationale Hitparade |
| Blijf nog een nacht bij mij                                   | 1987                  | 28-03-1987            | tip11           | -            | Nr. 35 in de Nationale Hitparade |
| Ik verlang naar jou                                           | 1987                  | 18-07-1987            | 23              | 4            | met Corry Konings Nr. 17 in de Nationale Hitparade |
| Duizend kleine dingen                                         | 1987                  | 05-09-1987            | -               | 5            | met Corry Konings Nr. 58 in de Nationale Hitparade |
| Eenmaal kom jij terug                                         | 1988                  | 06-08-1988            | 2               | 8            | Nr. 2 in de Nationale Hitparade |
| Zijn het je ogen                                              | 1988                  | 19-11-1988            | 16              | 7            | Nr. 11 in de Nationale Hitparade |
| Stille nacht                                                  | 1988                  | -                     | -               | -            | Nr. 67 in de Nationale Hitparade |
| Ik ben geboren om van je te houden                            | 1989                  | 11-02-1989            | tip8            | -            | Nr. 33 in de Nationale Hitparade |
| Jij blijft bij mij                                            | 1989                  | 17-06-1989            | 13              | 7            | Nr. 9 in de Nationale Hitparade |
| Nog vele jaren                                                | 1989                  | 09-09-1989            | tip13           | -            | Nr. 53 in de Nationale Hitparade |
| Wie wil er in december nou alleen zijn                        | 1989                  | -                     | -               | -            | Nr. 81 in de Nationale Hitparade |
| Het leven is te mooi voor tranen                              | 1990                  | 09-06-1990            | 30              | 3            | Nr. 31 in de Nationale Hitparade |
| Ik verscheurde je foto (live)                                 | 1990                  | -                     | -               | -            | Nr. 65 in de Nationale Hitparade |
| De vlieger (live)                                             | 1990                  | -                     | -               | -            | |
| AJAX-Ouverture, AJAX-Lied, AJAX-Mars                          | 1990                  | -                     | -               | -            | 3 INCH CD-single |
| Samen Leven / Instrumentaal                                   | 1990                  | -                     | -               | -            | met Rob de Nijs, Anny Schilder, Jos Mennen, Justian, Willem Duyn, René Shuman, Henk Westbroek, Harry Slinger, Marco Borsato, Albert West, Ron Brandsteder, Mandy, Jelle Koolstra, Gerrit Braks |
| Eenmaal in je leven                                           | 1991                  | 17-08-1991            | 13              | 6            | Nr. 10 in de Nationale Hitparade |
| Geen mens zal ooit m'n tranen zien                            | 1991                  | 09-11-1991            | tip16           | -            | Nr. 53 in de Nationale Hitparade |
| Ik zal er altijd voor je wezen                                | 1992                  | 02-05-1992            | 32              | 3            | Nr. 36 in de Nationale Hitparade |
| Nederland...Nederland                                         | 1992                  | -                     | -               | -            | met Het Zwanenkoor |
| Wanneer je alles hebt verloren                                | 1993                  | 13-02-1993            | 32              | 4            | Nr. 25 in de Nationale Hitparade |
| Ik wil altijd bij je zijn                                     | 1993                  | 29-05-1993            | tip17           | -            | |
| Mooi is het leven                                             | 1993                  | 11-09-1993            | tip16           | -            | Nr. 39 in de Mega Top 50 |
| Met Kerst Ben Jij De Beide Dagen Bij Me                       | 1993                  | -                     | -               | -            | |
| Laat ze maar praten / Hitmedley                               | 1994                  | 28-05-1994            | 32              | 3            | Nr. 27 in de Mega Top 50 |
| Wat er overblijft / Samen is gelukkig zijn                    | 1994                  | -                     | -               | -            | |
| Amsterdamse hitmedley                                         | 1995                  | 29-05-1995            | 32              | 4            | Nr. 25 in de Mega Top 50 |
| Samen terug naar Mokum / Amsterdam, ik mis je                 | 1995                  | -                     | -               | -            | m.m.v. Renée de Haan, Corine Roos, Peter Beense en De Mokummers |
| Amsterdamse hitmedley deel 2                                  | 1995                  | -                     | -               | -            | |
| De zomerzon                                                   | 1996                  | 10-08-1996            | 31              | 5            | met Yvon / Nr. 25 in de Mega Top 50 |
| Tranen van verdriet / Ik pik het niet langer                  | 1996                  | -                     | -               | -            | |
| Een echte kameraad                                            | 1997                  | 19-04-1997            | tip21           | -            | met Dave / Nr. 96 in de Mega Top 100 |
| Echte vrienden                                                | 1999                  | 29-05-1999            | tip18           | -            | Nr. 86 in de Mega Top 100 |
| Het wordt weer zomer                                          | 2000                  | -                     | -               | -            | Nr. 97 in de Mega Top 100 |
| 'n Rondje zomer                                               | 2002                  | -                     | -               | -            | Nr. 90 in de Mega Top 100 |
| Als je gaat, m'n lieveling                                    | 2003                  | -                     | -               | -            | Nr. 91 in de Mega Top 100 |
| Samen vechten                                                 | 2008                  | -                     | -               | -            | Nr. 94 in de Single Top 100 |
| Laat ze maar praten                                           | 2008                  | -                     | -               | -            | |
| Met gesloten ogen                                             | 2008                  | -                     | -               | -            | |
| Zeven rode rozen                                              | 2008                  | -                     | -               | -            | |
| Geef mij al jouw zonneschijn                                  | 2012                  | -                     | -               | -            | |
| Die mooie tijd                                                | 2014                  | -                     | -               | -            | met Corry Konings |
| Echte vrienden                                                | 2016                  | -                     | -               | -            | met Pierre van Dam |
| Een Amsterdammer                                              | 17-05-2019            | -                     | -               | -            | |

| Single met hitnotering(en) in de Vlaamse Ultratop 50 | Datum van verschijnen | Datum van binnenkomst | Hoogste positie | Aantal weken | Opmerkingen |
| ---------------------------------------------------- | --------------------- | --------------------- | --------------- | ------------ | ----------- |
| Ik verscheurde je foto                               | 1984                  | 29-12-1984            | 34              | 1            |             |
| Waarom ben ik met Kerstmis zo alleen                 | 1984                  | 29-12-1984            | 35              | 2            |             |

### NPO Radio 2 Top 2000
Van Koos Alberts stond alleen Zijn het je ogen in 1999 in de NPO Radio 2 Top 2000, op plek 1632.

### Dvd's
| Dvd's met hitnoteringen in de DVD Top 30 | Datum van verschijnen | Datum van binnenkomst | Hoogste positie | Aantal weken | Opmerkingen |
| ---------------------------------------- | --------------------- | --------------------- | --------------- | ------------ | ----------- |
| 20 jaar 'n legende                       | 2003                  | 28-06-2003            | 7               | 4            |             |